# Erkoatun
Erkoatun (Ercoatun, Erkoatun, Erkoatum, Ercoatum) ist eine osttimoresische Aldeia und Ort im Suco Aissirimou (Verwaltungsamt Aileu, Gemeinde Aileu). 2015 lebten in der Aldeia 178 Menschen.

## Geographie
Erkoatun liegt im Westen des in die Länge gezogenen Sucos Aissirimou. Südöstlich befindet sich die Aldeia Aituhularan, nordöstlich die Aldeia Bercati. Im Westen grenzt Erkoatun an den Suco Seloi Craic.
Das Dorf Erkoatun liegt im Norden der kleinen Aldeia an der Überlandstraße, die von der Gemeindehauptstadt Aileu in die Landeshauptstadt Dili führt. Erkoatun befindet sich bereits in einer Meereshöhe von über 1000 m. Westlich liegt in Seloi Craic das größere Dorf Sarlala.

## Politik
2023 wurde Bonifasio Tavares Martins zum Chefe de Aldeia gewählt.